# Mastophora satan
Mastophora satan là một loài nhện trong họ Araneidae.
Loài này thuộc chi Mastophora. Mastophora satan được miêu tả năm 1931 bởi Canals.